# Imma cuneata
Imma cuneata är en fjärilsart som beskrevs av Edward Meyrick 1906. Imma cuneata ingår i släktet Imma och familjen Immidae. Inga underarter finns listade i Catalogue of Life.